# Danza del vientre tribal
La danza del vientre tribal es un estilo moderno de danza, de creación estadounidense, que se deriva principalmente de la danza del vientre o belly dance. Se divide principalmente en dos ramas: el «Estilo Tribal Americano» (o American Tribal Style [ATS]) y los estilos de tribal fusión posteriores.

## American Tribal Style (ATS)

### Origen
La danza del vientre estilo tribal abarca varios estilos, entre los que destaca el American Tribal Style (ATS). Se creó en San Francisco, California, desarrollado por Jamila Salimpour, Masha Archer y Carolena Nericcio. A Jamila se le acredita la categoría general de "Tribal Style". En los años 60, Jamila, directora de la compañía de danza Bal-Anat, se inspiró en las danzas e indumentaria étnica de comunidades del Medio Oriente, Norte de África y el Mediterráneo y creó su propia versión de la danza del vientre. Tomando lo que observaba de los bailarines de Marruecos, Argelia, Turquía, Egipto, Siria y Líbano que bailaban en Estados Unidos, comenzó a catalogar los movimientos de la danza oriental. Jamila creó un vocabulario básico que todavía sigue siendo la base del repertorio del estilo tribal. También es responsable de la fusión de estos bailes tradicionales con el estilo cabaret.
Masha Archer, alumna de Jamila, también hizo aportes importantes en este estilo. Su idea de unidad entre las bailarinas convirtió al grupo en protagonista. Otro aporte fue la inclusión en el vestuario de los turbantes, tatuajes, y el estilo de joyería y complementos que son desde entonces característicos del estilo. Masha creó su propia compañía de danza San Francisco Dance Troupe, de la cual se retiró años más tarde para dedicarse al diseño de ropa y joyas en San Francisco y Nueva York.
El estilo tribal americano es una danza grupal basada en la improvisación y los cambios de líder. La práctica del baile, suele ser una improvisación estructurada. Una bailarina asume el papel de líder y realiza señales codificadas que las demás bailarinas (el coro) siguen, o se coreografía un marco dentro del cual se limita la improvisación. La necesidad de combinar el movimiento de varias personas hace que las reglas sean estrictas, y el repertorio de movimientos, limitado. 
Durante el baile pueden presentarse solamente, dúos, tríos o cuartetos. Los pequeños grupos de bailarinas son comunes en esta danza. Sale un dúo, trío o cuarteto al centro y el coro se queda detrás, realizando movimientos bastante simples. Su función es acompañar al pequeño grupo, que es el que debe obtener mayor atención. Las bailarinas del centro, siguen a un líder (líder principal) y las que están detrás, siguen a otro líder (líder del coro), que es la última persona al lado izquierdo. Todo esto, además de dar armonía estética al grupo, facilita la improvisación. Dentro de los pequeños grupos también pueden presentarse subgrupos, por ejemplo, un cuarteto se puede dividir formando dúos. Un miembro del dúo hace de líder. La pareja puede sugerir un movimiento a la otra, esto es, pregunta - respuesta. Igualmente se pueden intercambiar las parejas. El baile es más dinámico. En este estilo no hay solistas, pero si se pueden realizar solos dentro del grupo. En este caso, las reglas son parecidas a las que se aplican para grupos pequeños. El solista se ubica en el centro y de frente al público. El coro, que queda un poco detrás, se divide en dos, unas bailarinas se ubican al lado derecho y las otras, al lado izquierdo del escenario y cada parte o cada lado se mantiene frente al otro (frente a frente, no hacia el público) mientras se ejecuta el solo. 

#### FatChance
Es el formato original del grupo de improvisación de danza del vientre y el precursor de otras formas de tribales conocidas. El ATS ha desarrollado muchas interacciones que se extendió a otras ciudades que fueron interpretadas por muchos bailarines y profesores diferentes, con distintos niveles de exposición a la fuente original, a través de vídeos y talleres. 
Masha Archer fue profesora de Carolena Nericcio, a quien se suele atribuir la creación definitiva de la danza tribal. En los años ochenta, tomó las ideas de Jamila y Masha, las unió a su idea de un baile grupal y termina dando estructura al estilo tribal. En 1987, antes que desapareciera San Francisco Dance Troupe, empieza a dar clases en un pequeño estudio en el Noe Valley Ministry. Ese mismo año, crea la compañía “FatChance BellyDance”, donde recoge las influencias de Jamila y Masha, las adapta a su idea de danza grupal e introduce el formato de la improvisación a través de códigos y llamadas entre las bailarinas. En este momento es cuando comienza a llamarse American Tribal Style o Danza del vientre Estilo Tribal Americano.
La danza tribal no pretende ser sexy; de hecho, el nombre de la primera agrupación, "Fat Chance", proviene de la negación de las bailarinas a ser vistas como objetos sexuales y de la respuesta: "Fat chance you can have a private show" ("en la vida vas a conseguir que te haga un show privado") que solían dar ante quienes solían considerarlas bailarinas de striptease. Eliminar el componente sexual de una danza de gran sensualidad se consigue con una expresión misteriosa y estática de la cara, movimientos que no llaman la atención hacia lo sexual o sensual sino hacia su fuerza y virtuosismo, y la cooperación entre los miembros del grupo. 
La vestimenta mezcla elementos heterogéneos de diferentes culturas. Se utilizan telas estampadas normalmente oscuras, cinturones pesados con decoración recargada, sujetadores sin efectos de brillo o cholis (blusas muy ajustadas con la espalda al aire), bombachos, faldas voluminosas y todo tipo de joyas en plata mate. El maquillaje es dramático y pretende potenciar la sensación de misterio o de origen étnico sin especificar. Suelen decorarse los pies y las manos con henna.
El estilo original, llamado "estilo tribal americano", añade este gentilicio para afirmar su condición de danza inventada a propósito. No se pretende recrear una cultura concreta, sino crear un ideal que sugiera cooperación femenina

## Estilo Tribal Fusión (TFB)
A finales de la década de los 90, Jill Parker, integrante original de las Fat Chance Belly Dance, fundó su propia compañía de danza Ultra Gypsy enfocada hacia un estilo de danza tribal más complejo y expresivo que el ATS. Después de ocho años de ser miembro de las FCBD, ella decide desarrollar su propia versión de la danza tribal dando inicio al estilo Tribal Fusion.
Jill, amplió el vocabulario de movimientos del ATS, extendió el formato de las FCBD tomando elementos de otras danzas. Modificó el vestuario, eliminando el turbante y el choli, haciéndolo menos recargado. La música empezó a tener un rango más amplio: desde tradicional hasta música más moderna. El nuevo estilo propuesto por Jill Parker, produjo un gran impacto en los bailarines de este estilo y abrió las puertas a una nueva forma de tribal, mucho más creativa, expresiva y teatral.
A principios del 2000 en San Diego, California, surgió la compañía Urban Tribal Dance, dirigida por Heather Stants, cuyo estilo estaba inspirado en el hip hop y la danza moderna. Como Urban Tribal enfatizaba la flexibilidad y la frescura, el vestuario para Tribal Fusión tuvo que ser modificado nuevamente. Las responsables de estos cambios, fueron: Mardi Love y Melodía, miembros de esta compañía. Ambas, contribuyeron enormemente en el vestuario que se utiliza en Tribal Fusión actualmente. Mardi creó una nueva tendencia más suave y delicada en los adornos para la cabeza y los cinturones de caracoles. Melodía, diseño una línea de pantalones de danza. A partir de estas dos artistas, el vestuario en la comunidad de Tribal Fusión empezó a estandarizarse.

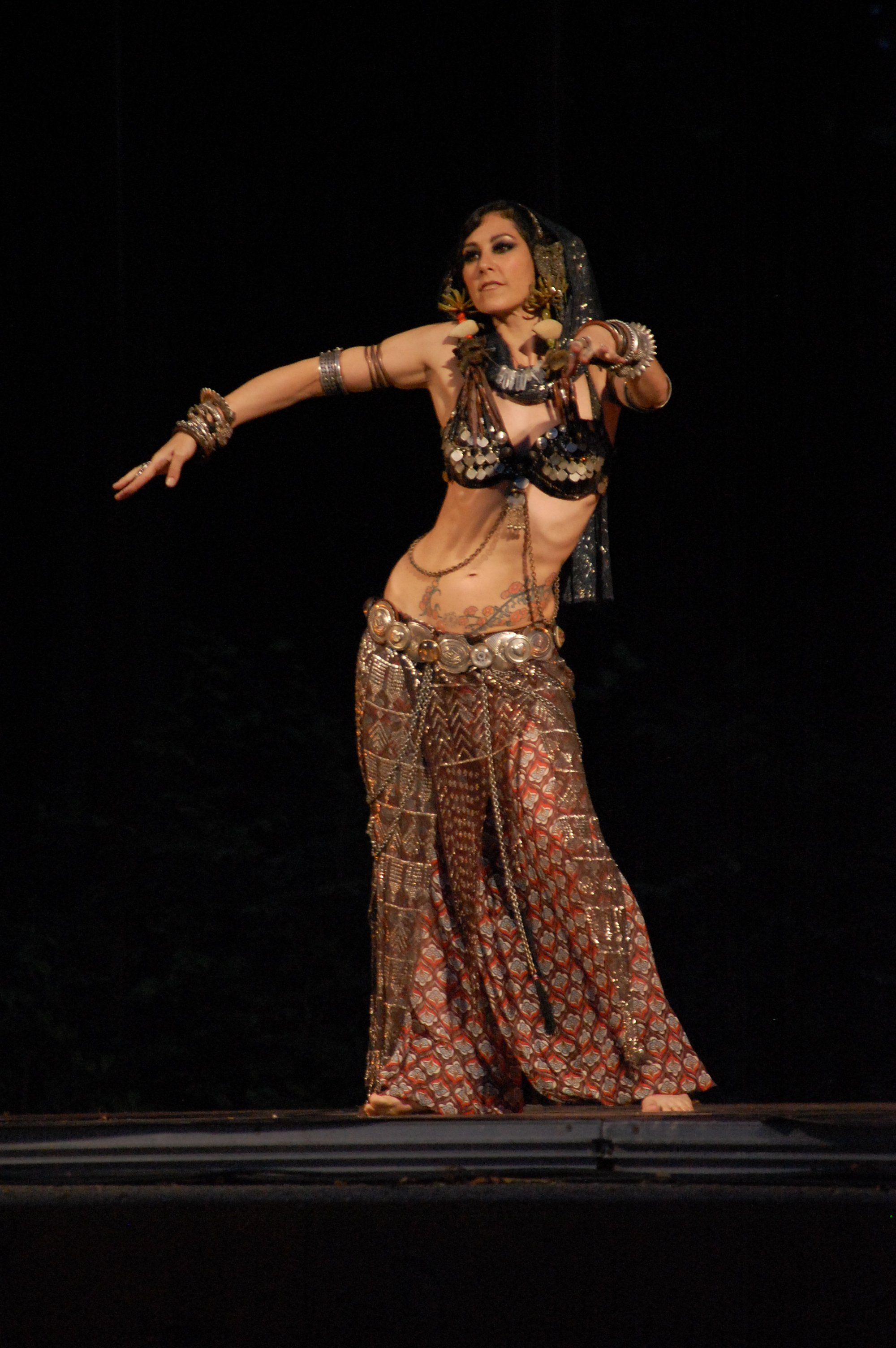
Rachel Brice

Otra artista que ha contribuido en este estilo es Rachel Brice. Rachel, fue la primera solista de Tribal Fusion, además, popularizó este estilo alrededor del mundo, por su técnica, sus aislamientos, control muscular y complejidad en los movimientos.
Rachel Brice empezó a tomar clases de Belly Dance en la Compañía Hahbi'Ru a finales de los 80. Durante un tiempo deja el Belly Dance para dedicarse a sus estudios de yoga, y posteriormente, lo retoma. (Rachel, inicialmente, era bailarina de bellydance estilo "Cabaret"). Se muda a San Francisco para estudiar belly dance tiempo completo. En 2001, toma clases con Carolena Nericcio y Jill Parker. Durante un periodo muy corto, Rachel fue miembro de las Ultra Gypsy (2001).
En 2003, Rachel ya tenía algunos años de enseñar yoga y belly dance, cuando Janice Solimedo interesada en pertenecer a una compañía de danza, le sugiere crear una. Rachel, crea con las dos estudiantes que tenía entonces (Michelle Campbell y Ariellah Aflafo) y Janice Solimedo: The Indigo Belly Dance Company. Es importante mencionar que, Ariellah, antes de tomar clases con Rachel, había sido alumna de Jill Parker y Janice, cofundadora de The Indigo, había sido miembro de Ultra Gypsy.
Ariellah y Janice, se retiraron de la compañía para seguir sus carreras como solistas. Sharon Kihara (de la escuela de Suhaila Salimpour y exalumna de Jill Parker) y Mardi Love (exmiembro de Urban Tribal, compañía de Heather Stants) se unieron a The Indigo. Michelle Campbell se retira para dedicarse a la maternidad, en el año 2005. Ese mismo año, a través de una audición, Zoe Jakes (exmiembro de la compañía de Suhaila Salimpour y miembro de YardDog Road Show) se une a The Indigo Dance Company.
Las mencionadas aquí son las artistas que iniciaron este estilo, pero muchas más han contribuido al desarrollo del Tribal Fusión. Este estilo es bastante reciente, por lo que sigue en evolución: aún faltan contribuciones por hacer y fusiones por crear.
El término Tribal Fusion se utiliza para describir un estilo que además de mezclar el ATS con el Belly Dance, incorpora elementos de diferentes bailes étnicos (como el hindú, el flamenco, las danzas africanas, etc.) y otras disciplinas de la danza no asociadas al Belly Dance. Como podemos ver, es un término muy amplio, bastante susceptible a la confusión, por prestarse para múltiples interpretaciones.
Se podría pensar que el término Tribal Fusion se refiere a la posibilidad de coreografiar e improvisar, ser solista o grupo manteniendo un significativo énfasis en los movimientos y la estética de la danza del vientre tribal. En otras palabras, se pueden incorporar elementos de varias danzas, pero, se denomina Tribal Fusion porque la mayoría de los elementos básicos que definen la Danza Tribal, son los que predominan en la ejecución del baile.
Cabe aclarar que la danza del vientre tribal no es danza árabe, sino una mezcla de ritmos y movimientos para, en su conjunción, obtener un formato contemporáneo. No debe confundirse, por tanto, con las danzas tradicionales de Arabia Saudita o de otros países de Oriente Medio.

### Estilos
Del tribal fusión surgen numerosos estilos como el tribal urbano (Frederique, Heather Stants). En este estilo, la ropa es más urbana, los pasos más modernos y suaves. Es un estilo muy despojado en los vestuarios y muy urbano en los sonidos bailados. Los trajes son más ajustado al cuerpo, con poca o nada de lana, menos adornos en los tops y cinturones. El Urban Tribal trata de dar una imagen estilizada y despreocupada al mismo tiempo, por lo que es común que se usen pantalones de licra muy largos, tops de red o encaje. En este estilo, se usan pasos del belly dance fusionados con pasos de danzas urbanas como el Break Dance, la danza moderna, el Jazz, el Hip Hop, y en general no se hace improvisación. La música es experimental o electrónica con algo de influencia oriental y algunas veces es completamente experimental. 
Tribal Gótico (Ariellah, Morgana) mezcla el tribal belly dance con la cultura y la música gótica. El maquillaje es muy dramático. En el vestuario los colores que predominan son el negro y el rojo, se utiliza poco o nada de lanas, cinturones de cuero y metales. El estilo burlesque, una fusión más sexy y teatral en el que a menudo se busca la interacción con el público, la vestimenta varía empleándose más que todo medias de rejillas, adornos vintage, corpiños y adornos con plumas.
El estilo lírico (Irina Akulenko, Mª Ángeles Ramos) fusiona músicas líricas o con melodías suaves para crear coreografías más emotivas que conectan con el público por la sensibilidad y la sutileza del baile. A menudo se emplean recursos de ballet que se fusionan con disociaciones fluidas y acentos marcados en caderas y torso.